# Anne
Anne je jedan od engleskih oblika hrvatskog imena Ana.

## Osobe s imenom Anne
- Anne Bancroft (1931. – 2005.), američka glumica
- Anne Baxter (1923. – 1985.), američka glumica
- Anne Geneviève de Bourbon (1619. – 1679.), francuska princeza
- Anne Bradstreet (1612. – 1672.), američka književnica
- Anne Brontë (1820. – 1849.), engleska književnica i pjesnikinja
- Anne Philiberte Coulet (1736. – oko 1800.), francuska grafičarka
- Anne Desclos (1907. – 1998.), francuska književnica
- Anne Forbes (1745. – 1834.), škotska slikarica
- Anne Francis (1930. – 2011.), američka glumica
- Anne Frank (1929. – 1945.), židovska autorica
- Anne Hathaway (rođena 1982.), američka glumica
- Anne LaBastille (1933. – 2011.), američka spisateljica, ekologinja i fotografkinja
- Lady Anne Monson (1726. – 1776.), engleska botaničarka
- Anne, kraljevska princeza (rođena 1950.), dijete kraljice Elizabete II.
- Anne Revere (1903. – 1990.), američka glumica
- Anne Rice (rođena 1941.), američka spisateljica
- Anne Sexton (1928. – 1974.), američka pjesnikinja
- Anne Robert Jacques Turgot (1727. – 1781.), francuski ekonomist
- Anna Veith (rođena 1989.), austrijska alpska skijašica